# Oxyophthalmellus rehni
Oxyophthalmellus rehni es una especie de mantis de la familia Tarachodidae.

## Distribución geográfica
Se encuentra en Kenia y Somalia.